# Бронька (река)
Бро́нька (укр. Бронька) — река в Хустском районе Закарпатской области (Украина), левый приток Боржавы.

## Описание
Длина 19 км, площадь бассейна 96,1 км². Уклон реки 53 м/км. Типично горная река. Долина узкая, преимущественно V-образная. Русло слабоизвивистое.
Основной приток: Красный.